# Velike Grahovše
Velike Grahovše este o localitate din comuna Laško, Slovenia, cu o populație de 148 de locuitori.